# Stefan Posch
Stefan Posch (Judenburg, 14 maggio 1997) è un calciatore austriaco, difensore del Bologna e della nazionale austriaca.

## Caratteristiche tecniche
È un difensore centrale di piede destro che ha nella duttilità a gara in corso una delle sue caratteristiche principali. Può ricoprire il ruolo di terzino destro.
Nonostante l'altezza (188 cm) dispone di ottima velocità e dinamismo, che abbinati alla sua fisicità che lo rendono pericoloso nei contrasti, in cui si fa notare per la foga con cui interviene. Grazie alla sua buona lettura del gioco è abile negli anticipi. Sa essere importante anche in fase offensiva grazie ai suoi inserimenti.

## Carriera

### Club

#### Gli inizi, Hoffenheim
È cresciuto calcisticamente nelle giovanili dell'Admira Wacker M..
Nel 2016 è stato acquistato dall'Hoffenheim, con cui ha debuttato in prima squadra il 28 settembre 2017 in un match di UEFA Europa League perso 2-1 contro il Ludogorec. In cinque stagioni con la squadra tedesca disputa 109 presenze in Bundesliga, segnando due reti.

#### Bologna
Il 1º settembre 2022 viene prelevato dal Bologna con la formula del prestito. Dieci giorni dopo esordisce con i felsinei, giocando da titolare la vittoriosa partita con la Fiorentina. Diventa in breve tempo un titolare dei rossoblù, e il 6 novembre segna la sua prima rete in serie A, realizzando la marcatura del definitivo successo (2-1) sul Torino.
Il 31 maggio 2023 viene riscattato dal club emiliano per una cifra pari a circa 5 milioni di euro.

#### Atalanta
Il 3 febbraio 2025 viene acquistato in prestito con diritto di riscatto dall'Atalanta. Il giorno successivo fa subito il suo esordio con i nerazzurri proprio contro il Bologna nella sfida dei quarti di Coppa Italia, persa per 0-1.

### Nazionale
Esordisce con la nazionale maggiore austriaca nel giugno 2019 contro la Macedonia del Nord. Segna il suo primo gol in nazionale il 13 ottobre successivo, contro la Slovenia, durante una partita valida per la qualificazione al campionato d'Europa 2020, rete decisiva nella vittoria per 1-0. Nel 2021 viene convocato per il campionato europeo, ma non scende in campo durante la fase finale. Nel 2024 viene nuovamente convocato per il campionato europeo, scendendo in campo nelle quattro partite giocate dall'Austria.

## Statistiche

### Presenze e reti nei club
Statistiche aggiornate al 4 giugno 2025.
| Stagione                | Squadra                 | Campionato              | Campionato | Campionato | Coppe nazionali | Coppe nazionali | Coppe nazionali | Coppe continentali | Coppe continentali | Coppe continentali | Altre coppe | Altre coppe | Altre coppe | Totale | Totale | Totale |
| Stagione                | Squadra                 | Comp                    | Pres       | Reti       | Comp            | Pres            | Reti            | Comp               | Pres               | Reti               | Comp        | Pres        | Reti        | Pres   | Reti   |        |
| ----------------------- | ----------------------- | ----------------------- | ---------- | ---------- | --------------- | --------------- | --------------- | ------------------ | ------------------ | ------------------ | ----------- | ----------- | ----------- | ------ | ------ | ------ |
| 2013-2014               | Admira Wacker M. II     | RL                      | 6          | 0          | -               | -               | -               | -                  | -                  | -                  | -           | -           | -           | 6      | 0      |        |
| 2014-2015               | Admira Wacker M. II     | RL                      | 22         | 4          | -               | -               | -               | -                  | -                  | -                  | -           | -           | -           | 22     | 4      |        |
| Totale Admira/Wacker II | Totale Admira/Wacker II | Totale Admira/Wacker II | 28         | 4          |                 | -               | -               |                    | -                  | -                  |             | -           | -           | 28     | 4      |        |
| 2016-2017               | Hoffenheim II           | RL                      | 30         | 1          | -               | -               | -               | -                  | -                  | -                  | -           | -           | -           | 30     | 1      |        |
| 2017-2018               | Hoffenheim II           | RL                      | 4          | 0          | -               | -               | -               | -                  | -                  | -                  | -           | -           | -           | 4      | 0      |        |
| 2018-2019               | Hoffenheim II           | RL                      | 4          | 2          | -               | -               | -               | -                  | -                  | -                  | -           | -           | -           | 4      | 2      |        |
| Totale Hoffenheim II    | Totale Hoffenheim II    | Totale Hoffenheim II    | 38         | 3          |                 | -               | -               |                    | -                  | -                  |             | -           | -           | 38     | 3      |        |
| 2017-2018               | Hoffenheim              | BL                      | 9          | 0          | CG              | 0               | 0               | UCL+UEL            | 0+4                | 0                  | -           | -           | -           | 13     | 0      |        |
| 2018-2019               | Hoffenheim              | BL                      | 17         | 0          | CG              | 1               | 0               | UCL                | 2                  | 0                  | -           | -           | -           | 20     | 0      |        |
| 2019-2020               | Hoffenheim              | BL                      | 28         | 0          | CG              | 2               | 0               | -                  | -                  | -                  | -           | -           | -           | 30     | 0      |        |
| 2020-2021               | Hoffenheim              | BL                      | 26         | 0          | CG              | 1               | 0               | UEL                | 3                  | 0                  | -           | -           | -           | 30     | 0      |        |
| 2021-2022               | Hoffenheim              | BL                      | 28         | 2          | CG              | 3               | 0               | -                  | -                  | -                  | -           | -           | -           | 31     | 2      |        |
| lug.-ago. 2022          | Hoffenheim              | BL                      | 1          | 0          | CG              | 1               | 0               | -                  | -                  | -                  | -           | -           | -           | 2      | 0      |        |
| Totale Hoffenheim       | Totale Hoffenheim       | Totale Hoffenheim       | 109        | 2          |                 | 8               | 0               |                    | 9                  | 0                  |             | -           | -           | 126    | 2      |        |
| ago. 2022-2023          | Bologna                 | A                       | 30         | 6          | CI              | 1               | 0               | -                  | -                  | -                  | -           | -           | -           | 31     | 6      |        |
| 2023-2024               | Bologna                 | A                       | 31         | 1          | CI              | 3               | 0               | -                  | -                  | -                  | -           | -           | -           | 34     | 1      |        |
| 2024-feb. 2025          | Bologna                 | A                       | 14         | 0          | CI              | -               | -               | UCL                | 6                  | 0                  | -           | -           | -           | 20     | 0      |        |
| Totale Bologna          | Totale Bologna          | Totale Bologna          | 75         | 7          |                 | 4               | 0               |                    | 6                  | 0                  |             | -           | -           | 85     | 7      |        |
| feb.-giu. 2025          | Atalanta                | A                       | 5          | 0          | CI              | 1               | 0               | UCL                | 2                  | 0                  | SI+SU       | -           | -           | 8      | 0      |        |
| Totale carriera         | Totale carriera         | Totale carriera         | 255        | 16         |                 | 13              | 0               |                    | 17                 | 0                  |             | -           | -           | 285    | 16     |        |

### Cronologia presenze e reti in nazionale
| Cronologia completa delle presenze e delle reti in nazionale ― Austria | Cronologia completa delle presenze e delle reti in nazionale ― Austria | Cronologia completa delle presenze e delle reti in nazionale ― Austria | Cronologia completa delle presenze e delle reti in nazionale ― Austria | Cronologia completa delle presenze e delle reti in nazionale ― Austria | Cronologia completa delle presenze e delle reti in nazionale ― Austria | Cronologia completa delle presenze e delle reti in nazionale ― Austria | Cronologia completa delle presenze e delle reti in nazionale ― Austria |
| Data                                                                   | Città                                                                  | In casa                                                                | Risultato                                                              | Ospiti                                                                 | Competizione                                                           | Reti                                                                   | Note                                                                   |
| ---------------------------------------------------------------------- | ---------------------------------------------------------------------- | ---------------------------------------------------------------------- | ---------------------------------------------------------------------- | ---------------------------------------------------------------------- | ---------------------------------------------------------------------- | ---------------------------------------------------------------------- | ---------------------------------------------------------------------- |
| 10-6-2019                                                              | Skopje                                                                 | Macedonia del Nord                                                     | 1 – 4                                                                  | Austria                                                                | Qual. Euro 2020                                                        | -                                                                      | 46’                                                                    |
| 9-9-2019                                                               | Varsavia                                                               | Polonia                                                                | 0 – 0                                                                  | Austria                                                                | Qual. Euro 2020                                                        | -                                                                      |                                                                        |
| 10-10-2019                                                             | Vienna                                                                 | Austria                                                                | 3 – 1                                                                  | Israele                                                                | Qual. Euro 2020                                                        | -                                                                      | 48’ 63’                                                                |
| 13-10-2019                                                             | Lubiana                                                                | Slovenia                                                               | 0 – 1                                                                  | Austria                                                                | Qual. Euro 2020                                                        | 1                                                                      |                                                                        |
| 19-11-2019                                                             | Riga                                                                   | Lettonia                                                               | 1 – 0                                                                  | Austria                                                                | Qual. Euro 2020                                                        | -                                                                      |                                                                        |
| 4-9-2020                                                               | Oslo                                                                   | Norvegia                                                               | 1 – 2                                                                  | Austria                                                                | UEFA Nations League 2020-2021 - 1º turno                               | -                                                                      |                                                                        |
| 7-9-2020                                                               | Vienna                                                                 | Austria                                                                | 2 – 1                                                                  | Irlanda del Nord                                                       | UEFA Nations League 2020-2021 - 1º turno                               | -                                                                      |                                                                        |
| 7-10-2020                                                              | Klagenfurt am Wörthersee                                               | Austria                                                                | 2 – 1                                                                  | Grecia                                                                 | Amichevole                                                             | -                                                                      | 46’                                                                    |
| 14-10-2020                                                             | Ploiești                                                               | Romania                                                                | 0 – 1                                                                  | Austria                                                                | UEFA Nations League 2020-2021 - 1º turno                               | -                                                                      | 53’                                                                    |
| 31-3-2021                                                              | Vienna                                                                 | Austria                                                                | 0 – 4                                                                  | Danimarca                                                              | Qual. Mondiali 2022                                                    | -                                                                      | 82’                                                                    |
| 6-6-2021                                                               | Vienna                                                                 | Austria                                                                | 0 – 0                                                                  | Slovacchia                                                             | Amichevole                                                             | -                                                                      | 78’                                                                    |
| 4-9-2021                                                               | Haifa                                                                  | Israele                                                                | 5 – 2                                                                  | Austria                                                                | Qual. Mondiali 2022                                                    | -                                                                      |                                                                        |
| 9-10-2021                                                              | Tórshavn                                                               | Fær Øer                                                                | 0 – 2                                                                  | Austria                                                                | Qual. Mondiali 2022                                                    | -                                                                      | 65’                                                                    |
| 12-10-2021                                                             | Copenaghen                                                             | Danimarca                                                              | 1 – 0                                                                  | Austria                                                                | Qual. Mondiali 2022                                                    | -                                                                      |                                                                        |
| 15-11-2021                                                             | Klagenfurt am Wörthersee                                               | Austria                                                                | 4 – 1                                                                  | Moldavia                                                               | Qual. Mondiali 2022                                                    | -                                                                      | 81’                                                                    |
| 6-6-2022                                                               | Vienna                                                                 | Austria                                                                | 1 – 2                                                                  | Danimarca                                                              | UEFA Nations League 2022-2023 - 1º turno                               | -                                                                      | 63’                                                                    |
| 22-9-2022                                                              | Saint-Denis                                                            | Francia                                                                | 2 – 0                                                                  | Austria                                                                | UEFA Nations League 2022-2023 - 1º turno                               | -                                                                      | 70’                                                                    |
| 25-9-2022                                                              | Vienna                                                                 | Austria                                                                | 1 – 3                                                                  | Croazia                                                                | UEFA Nations League 2022-2023 - 1º turno                               | -                                                                      | 55’ 62’                                                                |
| 16-11-2022                                                             | Malaga                                                                 | Andorra                                                                | 0 – 1                                                                  | Austria                                                                | Amichevole                                                             | -                                                                      |                                                                        |
| 20-11-2022                                                             | Vienna                                                                 | Austria                                                                | 2 – 0                                                                  | Italia                                                                 | Amichevole                                                             | -                                                                      | 87’                                                                    |
| 24-3-2023                                                              | Linz                                                                   | Austria                                                                | 4 – 1                                                                  | Azerbaigian                                                            | Qual. Euro 2024                                                        | -                                                                      | 34’                                                                    |
| 27-3-2023                                                              | Linz                                                                   | Austria                                                                | 2 – 1                                                                  | Estonia                                                                | Qual. Euro 2024                                                        | -                                                                      | 82’                                                                    |
| 17-6-2023                                                              | Bruxelles                                                              | Belgio                                                                 | 1 – 1                                                                  | Austria                                                                | Qual. Euro 2024                                                        | -                                                                      | 53’                                                                    |
| 20-6-2023                                                              | Vienna                                                                 | Austria                                                                | 2 – 0                                                                  | Svezia                                                                 | Qual. Euro 2024                                                        | -                                                                      | 12’ 46’                                                                |
| 7-9-2023                                                               | Linz                                                                   | Austria                                                                | 1 – 1                                                                  | Moldavia                                                               | Amichevole                                                             | -                                                                      | 35’ 86’                                                                |
| 12-9-2023                                                              | Solna                                                                  | Svezia                                                                 | 1 – 3                                                                  | Austria                                                                | Qual. Euro 2024                                                        | -                                                                      |                                                                        |
| 16-11-2023                                                             | Tallinn                                                                | Estonia                                                                | 0 – 2                                                                  | Austria                                                                | Qual. Euro 2024                                                        | -                                                                      |                                                                        |
| 21-11-2023                                                             | Vienna                                                                 | Austria                                                                | 2 – 0                                                                  | Germania                                                               | Amichevole                                                             | -                                                                      |                                                                        |
| 23-3-2024                                                              | Bratislava                                                             | Slovacchia                                                             | 0 – 2                                                                  | Austria                                                                | Amichevole                                                             | -                                                                      | 60’                                                                    |
| 26-3-2024                                                              | Vienna                                                                 | Austria                                                                | 6 – 1                                                                  | Turchia                                                                | Amichevole                                                             | -                                                                      | 80’                                                                    |
| 4-6-2024                                                               | Vienna                                                                 | Austria                                                                | 2 – 1                                                                  | Serbia                                                                 | Amichevole                                                             | -                                                                      | 71’                                                                    |
| 8-6-2024                                                               | San Gallo                                                              | Svizzera                                                               | 1 – 1                                                                  | Austria                                                                | Amichevole                                                             | -                                                                      | 46’                                                                    |
| 17-6-2024                                                              | Düsseldorf                                                             | Austria                                                                | 0 – 1                                                                  | Francia                                                                | Euro 2024 - 1º turno                                                   | -                                                                      |                                                                        |
| 21-6-2024                                                              | Berlino                                                                | Polonia                                                                | 1 – 3                                                                  | Austria                                                                | Euro 2024 - 1º turno                                                   | -                                                                      |                                                                        |
| 25-6-2024                                                              | Berlino                                                                | Paesi Bassi                                                            | 2 – 3                                                                  | Austria                                                                | Euro 2024 - 1º turno                                                   | -                                                                      | 32’                                                                    |
| 2-7-2024                                                               | Lipsia                                                                 | Austria                                                                | 1 – 2                                                                  | Turchia                                                                | Euro 2024 - Ottavi di finale                                           | -                                                                      |                                                                        |
| 6-9-2024                                                               | Lubiana                                                                | Slovenia                                                               | 1 – 1                                                                  | Austria                                                                | UEFA Nations League 2024-2025 - 1º turno                               | -                                                                      |                                                                        |
| 9-9-2024                                                               | Oslo                                                                   | Norvegia                                                               | 2 – 1                                                                  | Austria                                                                | UEFA Nations League 2024-2025 - 1º turno                               | -                                                                      |                                                                        |
| 10-10-2024                                                             | Linz                                                                   | Austria                                                                | 4 – 0                                                                  | Kazakistan                                                             | UEFA Nations League 2024-2025 - 1º turno                               | -                                                                      |                                                                        |
| 13-10-2024                                                             | Linz                                                                   | Austria                                                                | 5 – 1                                                                  | Norvegia                                                               | UEFA Nations League 2024-2025 - 1º turno                               | 1                                                                      | 45+2’                                                                  |
| 14-11-2024                                                             | Pavlodar                                                               | Kazakistan                                                             | 0 – 2                                                                  | Austria                                                                | UEFA Nations League 2024-2025 - 1º turno                               | -                                                                      | 64’                                                                    |
| 17-11-2024                                                             | Vienna                                                                 | Austria                                                                | 1 – 1                                                                  | Slovenia                                                               | UEFA Nations League 2024-2025 - 1º turno                               | -                                                                      |                                                                        |
| 7-6-2025                                                               | Vienna                                                                 | Austria                                                                | 2 – 1                                                                  | Romania                                                                | Qual. Mondiali 2026                                                    | -                                                                      | 61’                                                                    |
| 10-6-2025                                                              | Serravalle                                                             | San Marino                                                             | 0 – 4                                                                  | Austria                                                                | Qual. Mondiali 2026                                                    | -                                                                      | 66’                                                                    |
| Totale                                                                 |                                                                        | Presenze                                                               | 44                                                                     |                                                                        | Reti                                                                   | 2                                                                      |                                                                        |

| Cronologia completa delle presenze e delle reti in nazionale ― Austria under 21 | Cronologia completa delle presenze e delle reti in nazionale ― Austria under 21 | Cronologia completa delle presenze e delle reti in nazionale ― Austria under 21 | Cronologia completa delle presenze e delle reti in nazionale ― Austria under 21 | Cronologia completa delle presenze e delle reti in nazionale ― Austria under 21 | Cronologia completa delle presenze e delle reti in nazionale ― Austria under 21 | Cronologia completa delle presenze e delle reti in nazionale ― Austria under 21 | Cronologia completa delle presenze e delle reti in nazionale ― Austria under 21 |
| Data                                                                            | Città                                                                           | In casa                                                                         | Risultato                                                                       | Ospiti                                                                          | Competizione                                                                    | Reti                                                                            | Note                                                                            |
| ------------------------------------------------------------------------------- | ------------------------------------------------------------------------------- | ------------------------------------------------------------------------------- | ------------------------------------------------------------------------------- | ------------------------------------------------------------------------------- | ------------------------------------------------------------------------------- | ------------------------------------------------------------------------------- | ------------------------------------------------------------------------------- |
| 24-3-2017                                                                       | San Pedro del Pinatar                                                           | Austria under 21                                                                | 1 – 1                                                                           | Australia under 21                                                              | Amichevole                                                                      | -                                                                               |                                                                                 |
| 27-3-2017                                                                       | San Pedro del Pinatar                                                           | Paesi Bassi under 21                                                            | 0 – 1                                                                           | Austria under 21                                                                | Amichevole                                                                      | -                                                                               |                                                                                 |
| 8-6-2017                                                                        | Ritzing                                                                         | Austria under 21                                                                | 3 – 0                                                                           | Gibilterra under 21                                                             | Qual. Europeo Under-21 2019                                                     | -                                                                               |                                                                                 |
| 12-6-2017                                                                       | Ritzing                                                                         | Austria under 21                                                                | 2 – 1                                                                           | Ungheria under 21                                                               | Amichevole                                                                      | -                                                                               | 46’                                                                             |
| 7-9-2018                                                                        | Ritzing                                                                         | Austria under 21                                                                | 2 – 1                                                                           | Armenia under 21                                                                | Qual. Europeo Under-21 2019                                                     | -                                                                               | 68’ 71’                                                                         |
| 16-11-2018                                                                      | Salonicco                                                                       | Grecia under 21                                                                 | 0 – 1                                                                           | Austria under 21                                                                | Qual. Europeo Under-21 2019                                                     | 1                                                                               |                                                                                 |
| 20-11-2018                                                                      | Sankt Pölten                                                                    | Austria under 21                                                                | 1 – 0                                                                           | Grecia under 21                                                                 | Qual. Europeo Under-21 2019                                                     | -                                                                               |                                                                                 |
| 17-6-2019                                                                       | Trieste                                                                         | Serbia under 21                                                                 | 0 – 2                                                                           | Austria under 21                                                                | Europeo Under-21 2019 - 1º turno                                                | -                                                                               |                                                                                 |
| 20-6-2019                                                                       | Udine                                                                           | Danimarca under 21                                                              | 3 – 1                                                                           | Austria under 21                                                                | Europeo Under-21 2019 - 1º turno                                                | -                                                                               |                                                                                 |
| 23-6-2019                                                                       | Udine                                                                           | Austria under 21                                                                | 1 – 1                                                                           | Germania under 21                                                               | Europeo Under-21 2019 - 1º turno                                                | 1                                                                               |                                                                                 |
| Totale                                                                          |                                                                                 | Presenze                                                                        | 10                                                                              |                                                                                 | Reti                                                                            | 1                                                                               |                                                                                 |